# Alberic III de Túsculum
Alberic III de Túsculum fou fill de Gregori I de Túsculum. Va succeir al pare com a comte de Túsculum i senyor d'Arce, Preneste i Galeria, i comes sacri palatii Lateranensis. Son germà el Papa Joan XIX el va fer senador però va renunciar per assolir el més modest de cònsol i evitar tensions amb l'emperador Enric II, protector polític del seu germà.
Quan el Papa va morir el 1032 va rebutjar la successió per a si mateix, en favor del seu fill Teofilacte. Va morir entre 1033 i 1044.
Estava casat amb Emmelina i va deixar almenys cinc fills: Gregori II de Túsculum, Teofilacte (Benet IX), Pietro (portava el títol de comte de Túsculum), Ottaviano (portava el títol de comte de Túsculum) i Guido.